# Sbrk
brk і sbrk — системні виклики у операційній системі Unix (і подібних), призначені для керування розміром сегменту даних програми. Використовуються, як правило, більш високорівневими бібліотечними функціями керування пам'яттю, такими як malloc.
У оригінальній системі Unix brk і sbrk були єдиним методом, за допомогою якого програма могла отримати додаткову пам'ять у своєму сегменті даних. Пізніші версії для такої мети дозволили також використання системного виклику mmap.
Дані виклики декларуються у заголовному файлі unistd.h наступним чином:
```
#include
 
<unistd.h>

int
 
brk
(
void
 
*
end_data_segment
);

void
 
*
sbrk
(
intptr_t
 
increment
);

```

Функція brk встановлює адресу кінця сегменту даних програми згідно з наданим значенням end_data_segment.
Функція sbrk додає параметр increment до поточного значення адреси кінця сегменту даних. Параметр increment може бути від'ємним — у такому випадку розмір сегменту даних зменшується. Виклик функції з нульовим значенням параметру increment дозволяє отримати програмі поточну адресу кінця сегменту даних.
При успішному виконанні brk повертає значення 0, а sbrk — нове значення адреси кінця сегменту даних. Якщо сталася помилка, повертається значення −1 і глобальній змінній errno надається значення помилки.
У операційній системі Mac OS X функція sbrk емулюється, максимум можна виділити 4 мегабайти. Коли цей ліміт перевищено, у errno записується код помилки ENOMEM.